# 蘇利斯凱
50°51′15″N 34°17′17″E / 50.85417°N 34.28806°E
蘇利斯凱（烏克蘭語：Сульське）是位於烏克蘭東北部的村莊，由蘇梅州蘇梅區的米科萊夫卡鎮級市鎮負責管轄。該村處於蘇拉河畔，分別距離韋爾霍蘇爾卡、瓦利伊夫卡1公里和盧齊基夫卡3公里，海拔高度142米，2001年人口248。